# 都昌県
都昌県（としょう-けん）は中華人民共和国江西省九江市に位置する県。

## 行政区画
- 鎮:都昌鎮、周渓鎮、三汊港鎮、中館鎮、大沙鎮、万戸鎮、南峰鎮、土塘鎮、大港鎮、蔡嶺鎮、徐埠鎮、左里鎮
- 郷:和合郷、陽峰郷、西源郷、薌渓郷、獅山郷、鳴山郷、春橋郷、蘇山郷、多宝郷、汪墩郷、北山郷、大樹郷

## 交通

### 鉄道
- 中国鉄路総公司
  - 衢九線
    - 都昌駅

### 道路
- 高速道路
  - 杭瑞高速道路
  - S22 都九高速道路